# Riobamba 981
Riobamba 981 es una antigua residencia familiar ubicada en el barrio de Recoleta, en Buenos Aires, Argentina. Construida por el arquitecto alemán Carlos Nordmann, fue remodelada y actualmente allí se encuentra la Embajada y Consulado del Estado de Palestina. El actual embajador palestino en Argentina es Husni Abdel Wahed, acreditado en 2015.

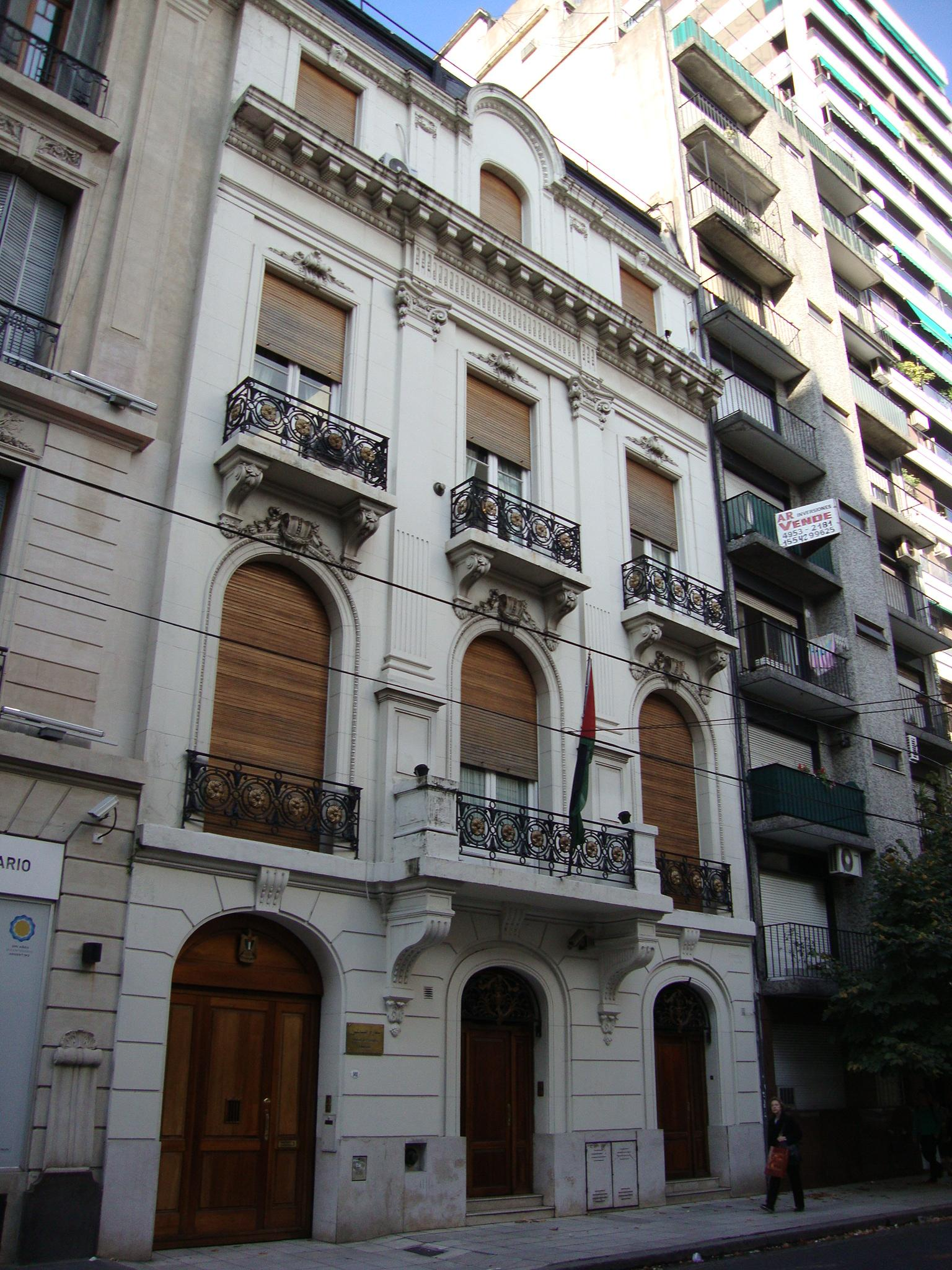
Vista del edificio completo.

## Historia
En 1996, Suhail Hani Daher Akel, en ese entonces embajador palestino ante Argentina, logró que el edificio de la antigua residencia sea cedido por el gobierno argentino al Estado de Palestina. Las obras de "reciclaje" del edificio duraron dos años. Fue inaugurado oficialmente el 15 de noviembre de 1999. El edificio se encuentra junto a la Casa del Bicentenario.